# بروکلین، شهرستان فایت، ویرجینیای غربی
بروکلین (به انگلیسی: Brooklyn) یک منطقهٔ مسکونی در ایالات متحده آمریکا است که در شهرستان فایت، ویرجینیای غربی واقع شده‌است. بروکلین ۴۹۸٫۹۶ متر بالاتر از سطح دریا واقع شده‌است.